# Eadbald von Kent

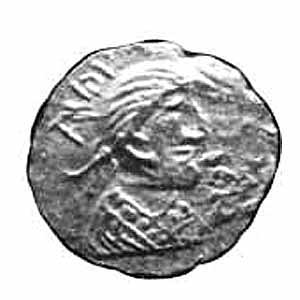
AVDVARLD REGES
Münze des Königs Eadbald

Eadbald (auch Auduarld, Eadbold, Edbaldus oder Rædbald; † 20. Januar 640) war von 616/618 bis 640 König des angelsächsischen Königreiches Kent. Er stammte aus der Dynastie der Oiscingas.

## Leben
Eadbald war der Sohn des Königs Æthelberht I. und dessen erster Frau Bertha, der Tochter des Merowingerkönigs Charibert I. und der Ingoberga. Seine Schwester hieß Æthelburg. Seine Eltern waren überzeugte Christen und wurden nach ihrem Tod als Heilige verehrt. Nach dem Bericht des Mönchs Beda Venerabilis war Eadbald Heide geblieben, während die Angelsächsische Chronik überliefert, dass er nach dem Tod seines Vaters seine Taufe widerrief.
Möglicherweise war Eadbald seit 604 im Westen Kents an der Herrschaft seines Vaters beteiligt. Nachdem seine Mutter zwischen 601 und 616 gestorben war, heiratete Æthelberht nochmals. Der Name dieser Königin wurde nicht überliefert. Nach Æthelberhts Tod im Jahr 616/618 heiratete Eadbald seine Stiefmutter. Eadbald wurde von Erzbischof Laurentius von Canterbury wohl im Jahr 618 bekehrt. Er verstieß seine Frau und wurde zu einem eifrigen Förderer des Christentums. Er rief die geflohenen Bischöfe Mellitus und Justus aus dem Frankenreich zurück und setzte Justus wieder als Bischof von Rochester ein. Sein politischer Einfluss war jedoch geringer als der seines Vaters und es gelang ihm nicht Mellitus wieder in der zu Essex gehörenden Diözese London zu etablieren. In Canterbury ließ Eadbald eine Mutter-Gottes-Kirche bauen die von Mellitus, inzwischen Erzbischof von Canterbury (619–624), geweiht wurde.
Eadbald war nach seiner Taufe mit Emma (auch Æmma oder Ymme) verheiratet, der Tochter eines Frankenkönigs, vielleicht Chlothar II., und hatte mit ihr die Söhne Earconberht und Ecgfrith. Ein weiterer Sohn war Eormenred. Einer christlichen Legende nach soll auch Eanswitha von Folkestone eine Tochter Eadbalds und Emmas gewesen sein. Einige Historiker gehen davon aus, dass Emma die Tochter Erchinoalds, des fränkischen Hausmeiers in Neustrien, war.

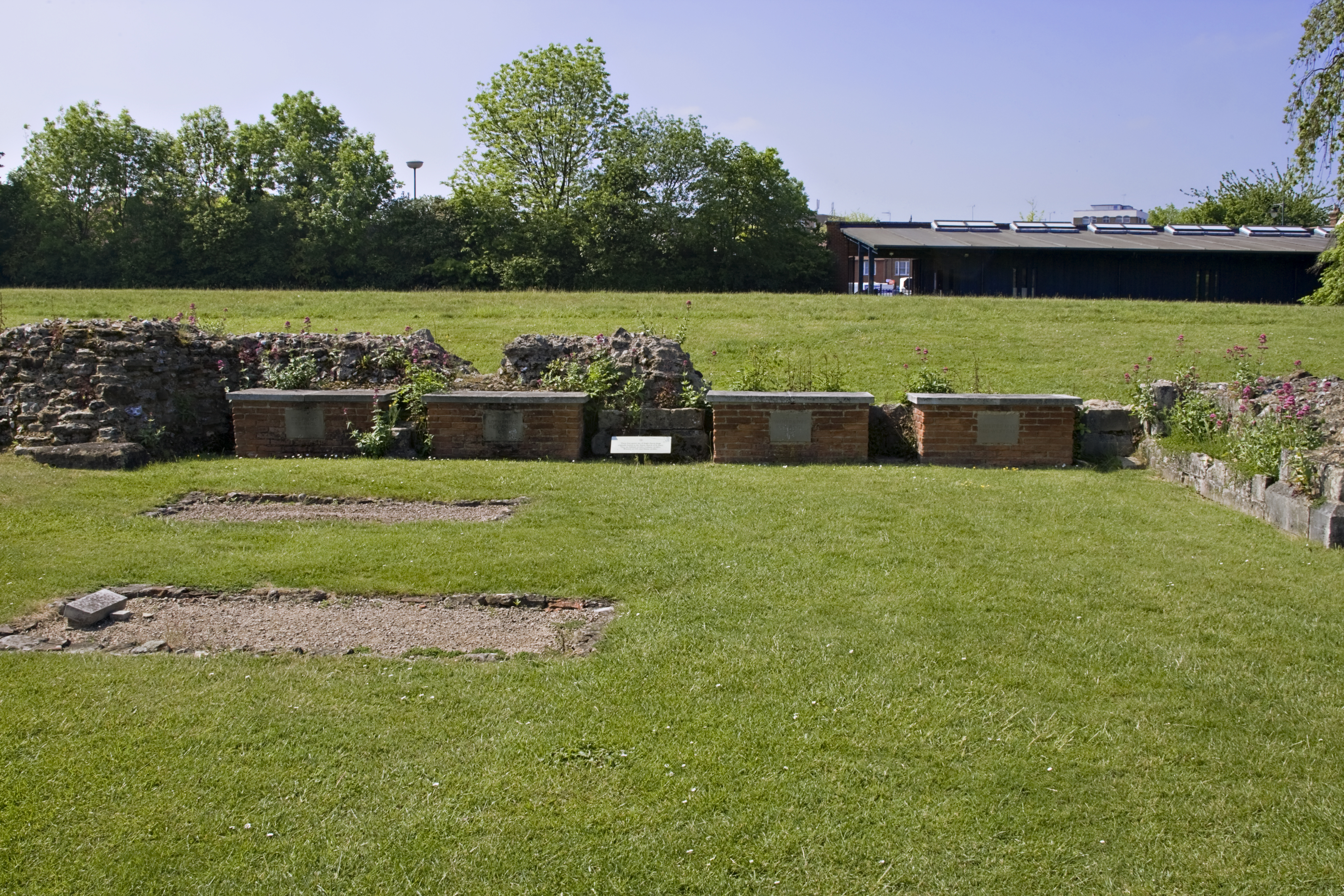
Die Gräber der kentischen Könige Eadbald († 640), Hlothhere († 685), Wihtred († 725) und Mul († 687) in der heutigen Abtei St. Augustinus. (von links nach rechts)

Zunächst scheint Eadbald einen sonst unbekannten Æthelwald und später seinen Sohn Eormenred an der Herrschaft beteiligt zu haben. Nach dem Tod des Bretwalda Rædwald um das Jahr 625 entwickelte sich Northumbria zur Hegemonialmacht. Eadbald setzte die Heirats- und Missionspolitik seiner Vorgänger fort und arrangierte im Jahr 625 die Heirat seiner Schwester Æthelburg mit dem heidnischen Edwin von Northumbrien unter der Bedingung, dass ihr und ihren Begleitern die freie Religionsausübung gestattet sei. Nach Edwins Tod im Jahr 633 musste Æthelburg mit ihren Kindern und dem Bischof Paulinus, der sie nach Northumbria begleitet hatte, nach Kent fliehen, wo sie freundlich aufgenommen wurden. Eadbald und Erzbischof Honorius von Canterbury vergaben die vakant gewordene Diözese Rochester an Paulinus. Aus Eadbald Regierungszeit sind Goldmünzen bekannt, die in London geprägt wurden. Sie tragen die Inschrift „AVDVARLD“.
Eadbald starb im Jahr 640 und sein Sohn Earconberht folgte ihm, vermutlich gemeinsam mit seinem anderen Sohn Eormenred, als König nach. Eadbald hatte verfügt, dass sein Leichnam in der Abteikirche „Peter und Paul“ von Canterbury beigesetzt werde.